# Architecture de la ligne 8 du tramway de Bruxelles
Cette page reprend une partie des bâtiments remarquables se trouvant sur le trajet de la ligne 8 du tramway de Bruxelles.

## Historique et développement du tracé
La ligne de tram 94 a été créée le 19 mars 1968. Elle dessert les communes de Bruxelles-Capitale, Ixelles, Watermael Boitsfort, Auderghem, Woluwe-Saint-Pierre et Woluwe-Saint-Lambert. Elle commence à Louise et se termine au Musée du tram en passant par l’Avenue Louise.
Depuis le 29 septembre 2018, elle s’est transformée en ligne 8 et a été prolongée jusqu’à la station de métro de Roodebeek. Ce changement lui apporte quatre nouveaux arrêts de tram, permettant de relier le quartier de la place Wiener à Watermael Boitsfort en 20 minutes.
Le quartier de la station Roodebeek est en pleine expansion, de nouvelles pistes cyclables ont été aménagées et le quartier a été verdurisé. Le fait d’étendre la ligne à ce quartier lui permet de se « rapprocher » de la ville et d’être plus accessible.

## Architecture autour de la ligne 8 (Louise-Roodebeek)

### Abbaye de La Cambre
- 1201[2]

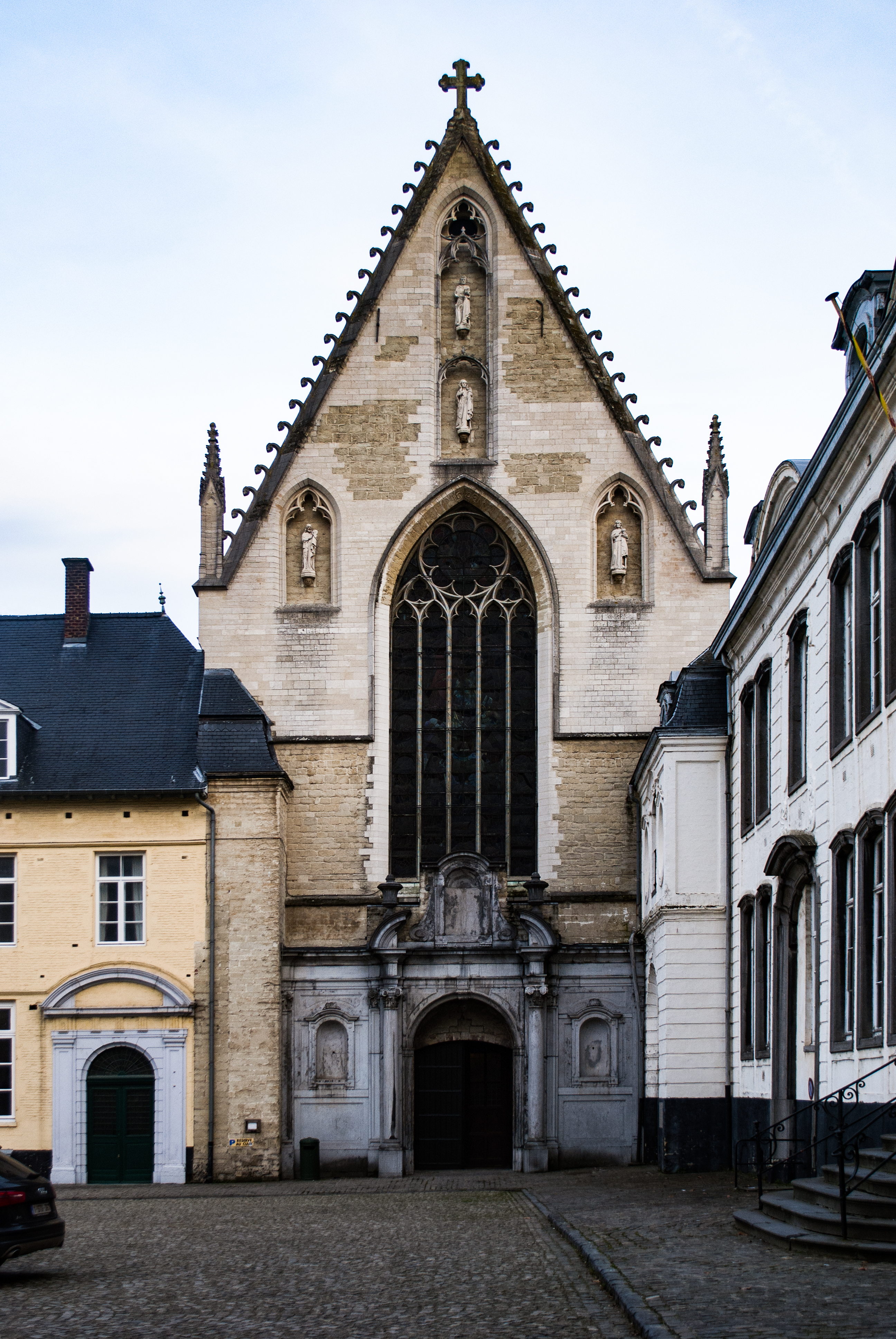
Abbaye de La Cambre

- Abbaye de la Cambre, 1050 Ixelles
- Public
- Prieuré des chanoines

L'abbaye de la Cambre fut érigée en 1201 par une Dame noble du nom de Gisèle et avec l’appui de moines cisterciens, elle se situait en dehors du village d’Ixelles en bordure de la forêt de Soignes.
Le domaine est constitué d’une cour d’honneur, d’un palais abbatial, de pavillons d’angles, de bâtiments semi circulaires et d’un jardin à cinq étages.
Son architecture présente les caractéristiques architecturales monastiques du Moyen Âge.
Elle prend d’abord le nom de « Camera Beatae Mariae » : Chambre de Notre Dame.
Le domaine connaît plusieurs extensions à la fin du XIIIe siècle. Il va subir de nombreux dégâts à la fin du XVe siècle, puis est dépouillé en 1578 par les calvinistes. L’abbaye est incendiée en 1581 par les soldats d’Alexandre Farnèse, les religieuses n’y reviendront qu’en 1595.
Au milieu du XVIIe siècle, elle est reconstituée en plusieurs étapes sous l’abbesse de Jeanne de Penin. Les matériaux utilisés pour sa restauration sont récupérés dans une carrière près de la forêt de Soignes.
En 1796, à la sortie d’un décret de la République, La Cambre est désacralisée et ses possessions vendues comme biens nationaux. Le gouvernement rachète le domaine en 1810 et y établit un dépôt de mendicité jusqu’en 1872 où il devient l’école royale militaire.
Durant la Première Guerre mondiale, l’armée allemande s’y installe, pillée et délabrée, l’abbaye tombe à l’abandon. Elle sera restaurée en 1923 et le 30 juin 1953 l’église presbytère et le cloître sont classés, suivis par le reste du domaine le 6 mai 1993.
Son périmètre va être réduit par la construction des avenues De Mot et Duray pour l’exposition universelle de 1910, une partie des jardins sera amputée. C’est grâce à la Ligue des amis de la Cambre qui s’y installent en 1921 qu’elle sera préservée.
En 1926, Henry Van de Velde fonde l’institut supérieur des arts décoratifs, qui prendra le nom de La Cambre plus tard. Il obtient l’autorisation d’installer les locaux dans l’enceinte abbatiale suivi de l’institut de géographie national, qui y demeurent encore aujourd’hui. Depuis octobre 2013, une partie de l’abbaye a été transformée en prieuré et est occupée par les chanoines Prémontrés de l'abbaye de Leffe. Les jardins de l’abbaye restent ouverts au public.

## Université libre de Bruxelles, Campus du Solbosch
- Février 1923[4]

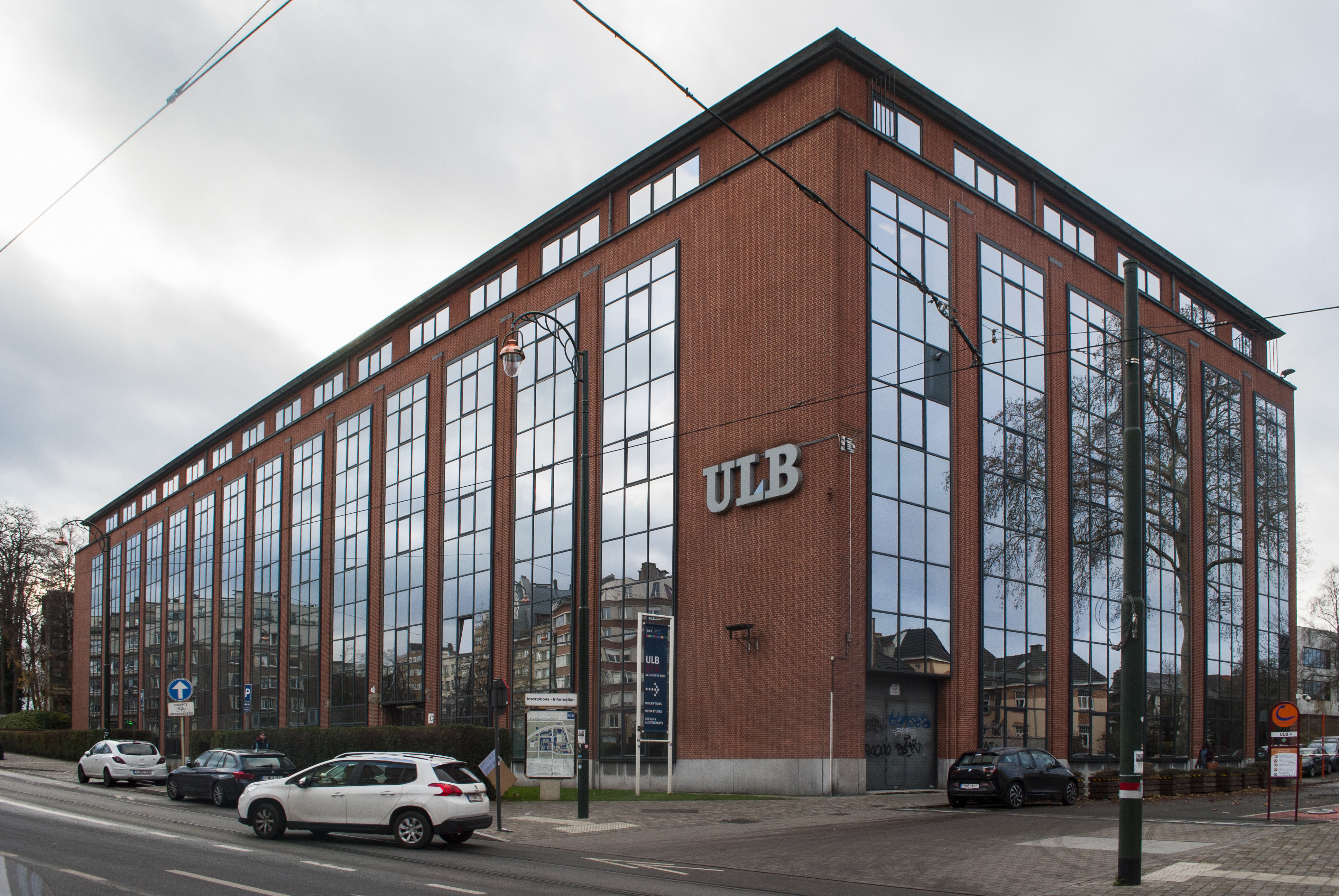
Campus de l'ULB site du Solbosch

- Avenue Franklin D. Roosevelt50, 1050 Ixelles
- Public
- Université

L’ULB, est l’une des plus grandes universités belges qui se divise en trois campus, Erasme, la Plaine et enfin le Solbosch qui accueille les services d’administrations et généraux de l’université.
Avant que le Solbosch ne soit occupé par l’Université libre de Bruxelles, à la fin XIXe siècle et au début du XXe siècle, il ne s’agit que d’une vaste étendue verdoyante. Mais en 1910, l’Exposition universelle vient occuper les lieux, ce qui amène un nombre incroyable de visiteurs sur le site.
C’est en 1923 que débutent les premiers cours sur le site du Solbosch, et que l’université s’installe donc définitivement sur le site. Les bâtiments précédents de l’université, rue des Sols, sont jugés trop étroits et il faut déplacer le campus.
Les travaux se terminent qu’un an plus tard, et le campus devient le lieu central de l’université.
Les travaux et la main d’œuvre employée est immense, des tonnes d’aciers et des milliers de briques sont déployées pour la construction des lieux.
Les premiers bâtiments érigés sont ceux que l’on connaît aujourd’hui sont les noms de « U », « L » et « A », au sud du campus. Ce dernier est d’ailleurs perçu comme la pièce centrale et façade du campus. En 1930 les travaux sont en grande partie achevés, et le campus peut désormais accueillir la totalité des facultés de l’université.
À cela viennent successivement s’ajouter le reste des bâtiments pour arriver au campus que nous connaissons actuellement. C’est un lieu phare pour la commune d’Ixelles, à la jonction de plusieurs grandes voiries dont l’avenue Paul Héger qui fait partie intégrante du campus.

## Gare deWatermael
- 1860[6]

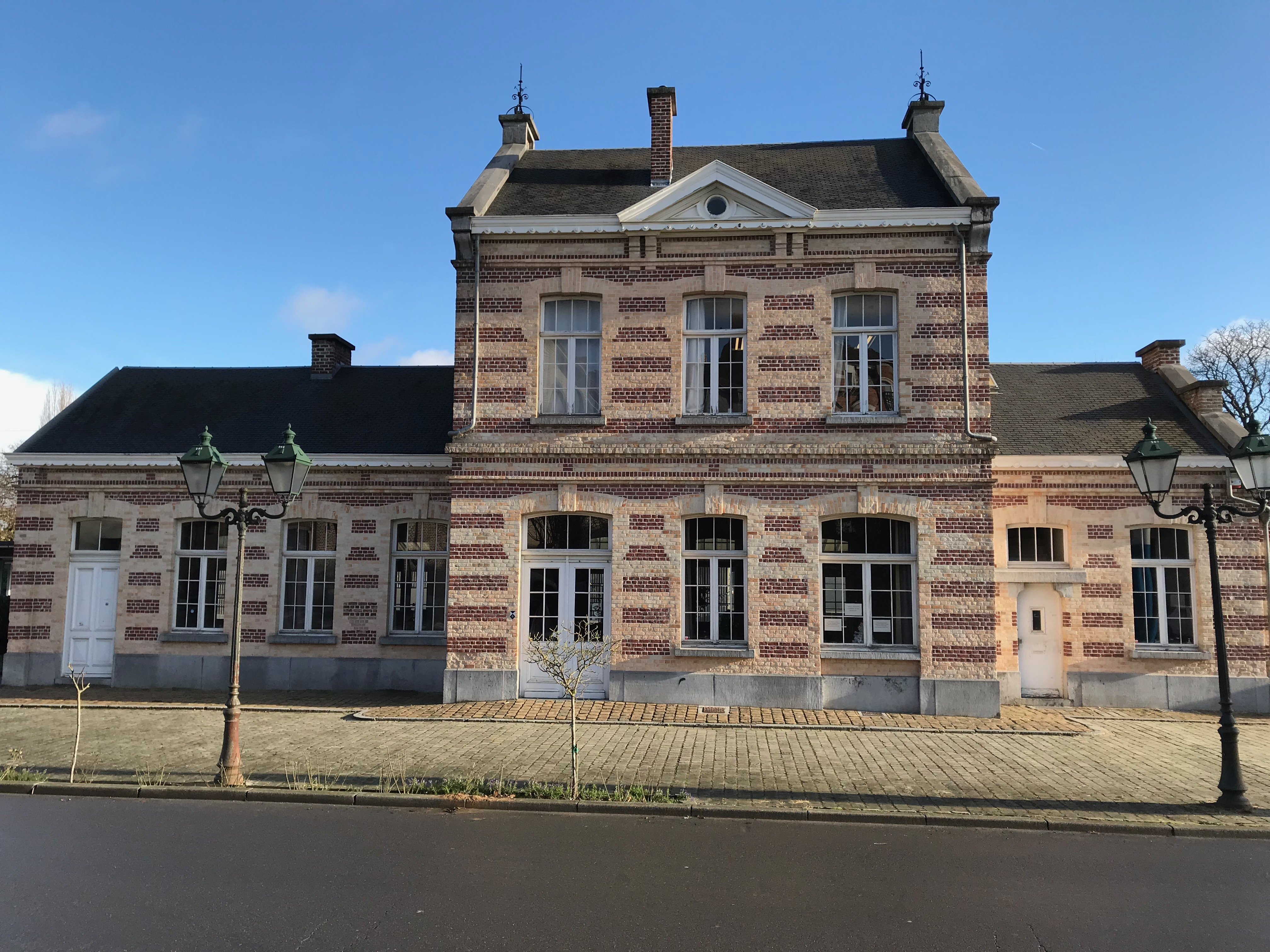
Gare de Watermael

- Rue des arcades, 1170 Watermael-Boitsfort
- Public
- Gare ferroviaire

L’aménagement de la gare de Watermael et la construction d’une ligne de chemin de fer joue un rôle très important dans l’histoire de la commune : il est désormais possible de rejoindre rapidement le centre de Bruxelles.
Cette nouvelle ligne de chemin de fer amène de nouveaux résidents, et ainsi de nouveaux services avec l’arrivée d’artisans, de commerçants et d’ouvriers.
Elle ouvre en 1860 grâce à la Grande compagnie du Luxembourg, la seule entreprise privée qui desservait directement Bruxelles.
En 1873, l’État belge rachète le réseau de la Grande compagnie du Luxembourg. Rapidement, des travaux afin de moderniser la ligne de chemin fer sont effectués. On voit à partir des années 1880, « un trafic de trains-tramways-précurseur du futur RER ! ».
Au début du XXe siècle, la gare de Watermael accueille un trafic de marchandises important, on trouve ainsi des voies latérales qui leur sont destinées où l’ont chargeait des baliveaux provenant de la forêt de Soignes non loin de là.
Le bâtiment voyageur fut construit par l’architecte Émile Robert, il est rénové à la fin du XXe siècle et il est aujourd’hui utilisé par le Service Culture de la Commune de Watermael Boitsfort.

## Hippodrome de Boitsfort
- 1875[8]

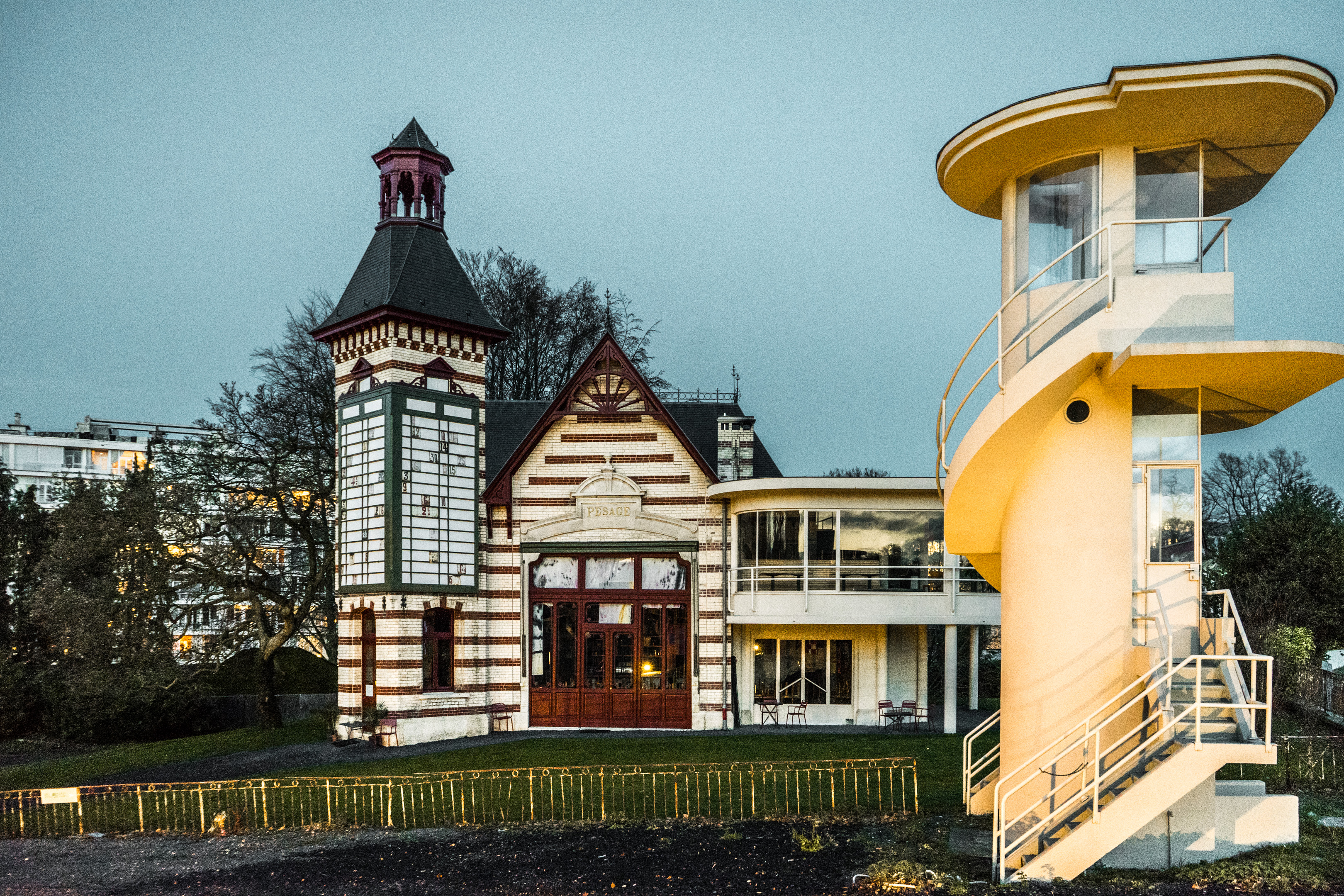
Hippodrome de Boitsfort

- Hippodrome de Boitsfort, 1180 Uccle
- Public
- Accueil d’évènements publics et privés

L’hippodrome est créé en 1875 par la Société d’encouragement des races de chevaux et le développement des courses en Belgique dans une portion de la forêt de Soignes sous l’impulsion de Leopold II.
En 1878 un champ de course est dessiné et aménagé par l’architecte paysagiste du bois de la Cambre Édouard Keilig. L’hippisme va connaitre son âge d’or de 1880 à 1940, de 1942 à 1951 l’architecte Paul Breydel ajoute plusieurs bâtiments au domaine et le site accueille de nombreux événements mondains.
Cependant à partir des années 80 le hippisme connait un déclin et l’hippodrome attire de moins en moins de monde. L'hippisme s’essouffle à cette époque avec la montée en puissance des jeux de hasard. La région de Bruxelles hésitera par la suite à transformer l’hippodrome en casino.
En 1995 l’hippodrome de Boitsfort accueille sa dernière course hippique, les événements vont se raréfier pour finir par s’arrêter ce qui signera la fermeture du site. Pendant un certain temps le lieu sera délaissé, puis la région de Bruxelles se rendant compte de son potentiel va tenter de qualifier ce lieu, les propositions seront nombreuses telles que boite de nuit, lieu de concert, casino... cependant tout cela implique de gros travaux de rénovation.
En 2006 la société d’acquisition foncière va lancer un appel d’offres à la rénovation du domaine mais sans succès. Cet appel va être renouvelé en 2012 et va porter ses fruits puisque c’est le projet DROHME Melting Pot créé par VO Group qui sera retenu.
La restauration de l’hippodrome va débuter en 2014 et se terminera en 2016.
Aujourd’hui le site est ouvert au public pour divers évènements et une nouvelle brasserie a été inaugurée en 2018. L’hippodrome se compose à ce jour d’un golf et de plusieurs restaurants qui accueillent des soirées mondaines et beaucoup d’événements éphémères.

## Gare de Boitsfort
- 1854[10]

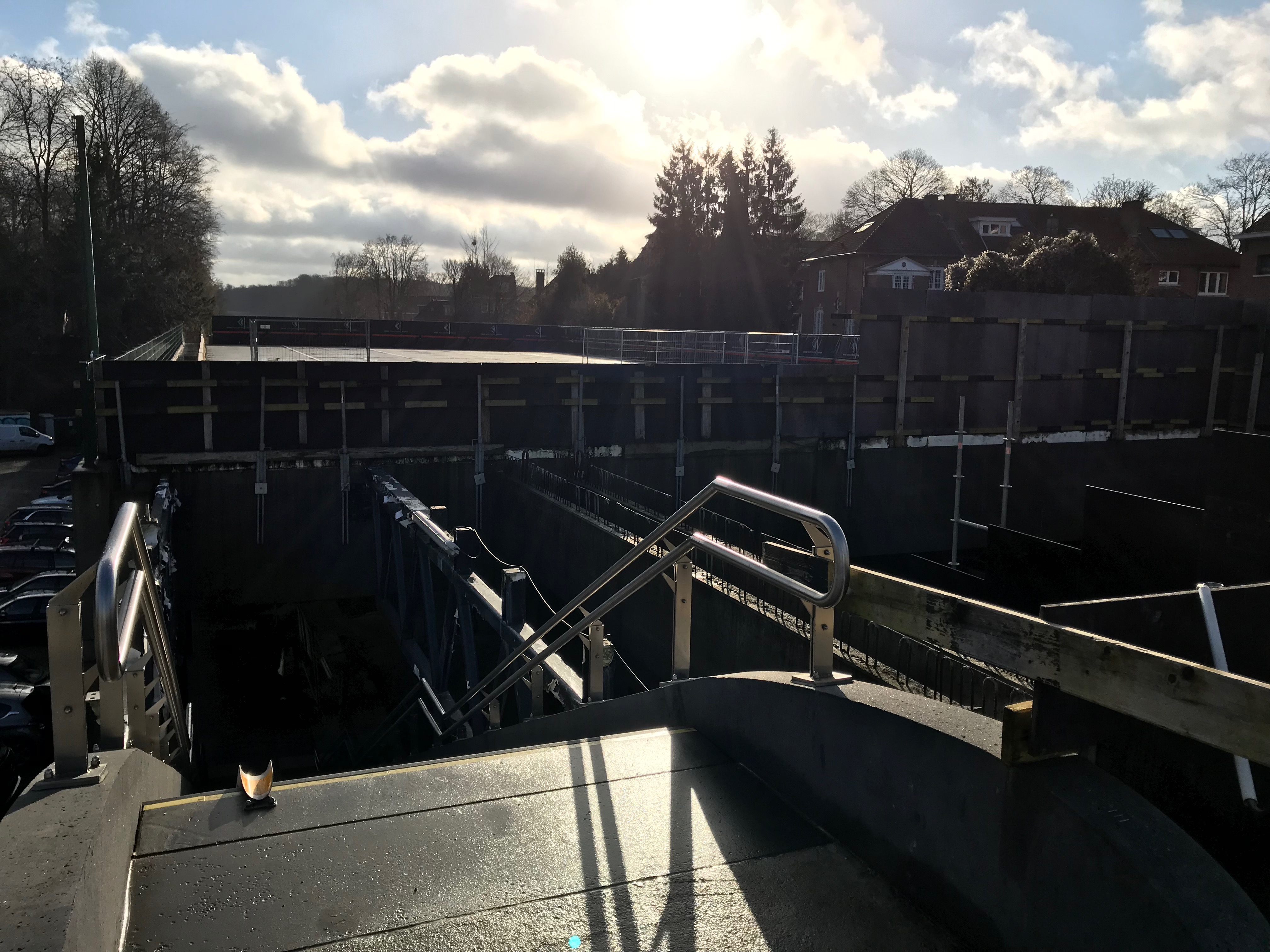
Gare de Boitsfort

- Chaussée de la Hulpe 195, 1170 Watermael-Boitsfort
- Public
- Gare ferroviaire

La station Boitsfort ouvre ses portes le 23 août 1854. C’est une gare charbonnière et forestière jusqu’en 1956, “elle comprenait deux voies de garage latérales”.
Dès 1860, on trouve le premier bureau de poste de Boitsfort au sein de la gare.
Le premier bâtiment est édifié entre 1854 et 1858, il sera rénové plus tard en 1906.
La gare se divise alors en deux bâtiments, un premier sur deux niveaux entouré d’un jardin, et un deuxième plus large en forme de T.
Cet ensemble de bâtiments qui forment la gare est démoli en 1971, puis remplacé par un simple abri. Il n’existe plus de halte voyageurs mais simplement des structures sommaires sous lesquelles s’abritent les passagers.
La gare qui comptait auparavant deux voies, en compte aujourd’hui quatre à la suite de travaux lancés en 2010. La ligne 8 est la seule ligne de tram qui dessert la gare de Boitsfort.
On trouve une anecdote intéressante : Sam Wiener, sénateur et conseiller privé du roi Léopold II, résidait non loin de la gare et était souvent appelé en urgence par le roi. On avait donc mis donc en place une signalisation particulière qui permettait d’arrêter un direct venant de Namur à la gare afin que Sam Wiener puisse embarquer et se rendre à Bruxelles.

## Le Logis
- À partir de 1922[11]
- 1170 Watermael-Boitsfort
- Public et Privé
- Logements

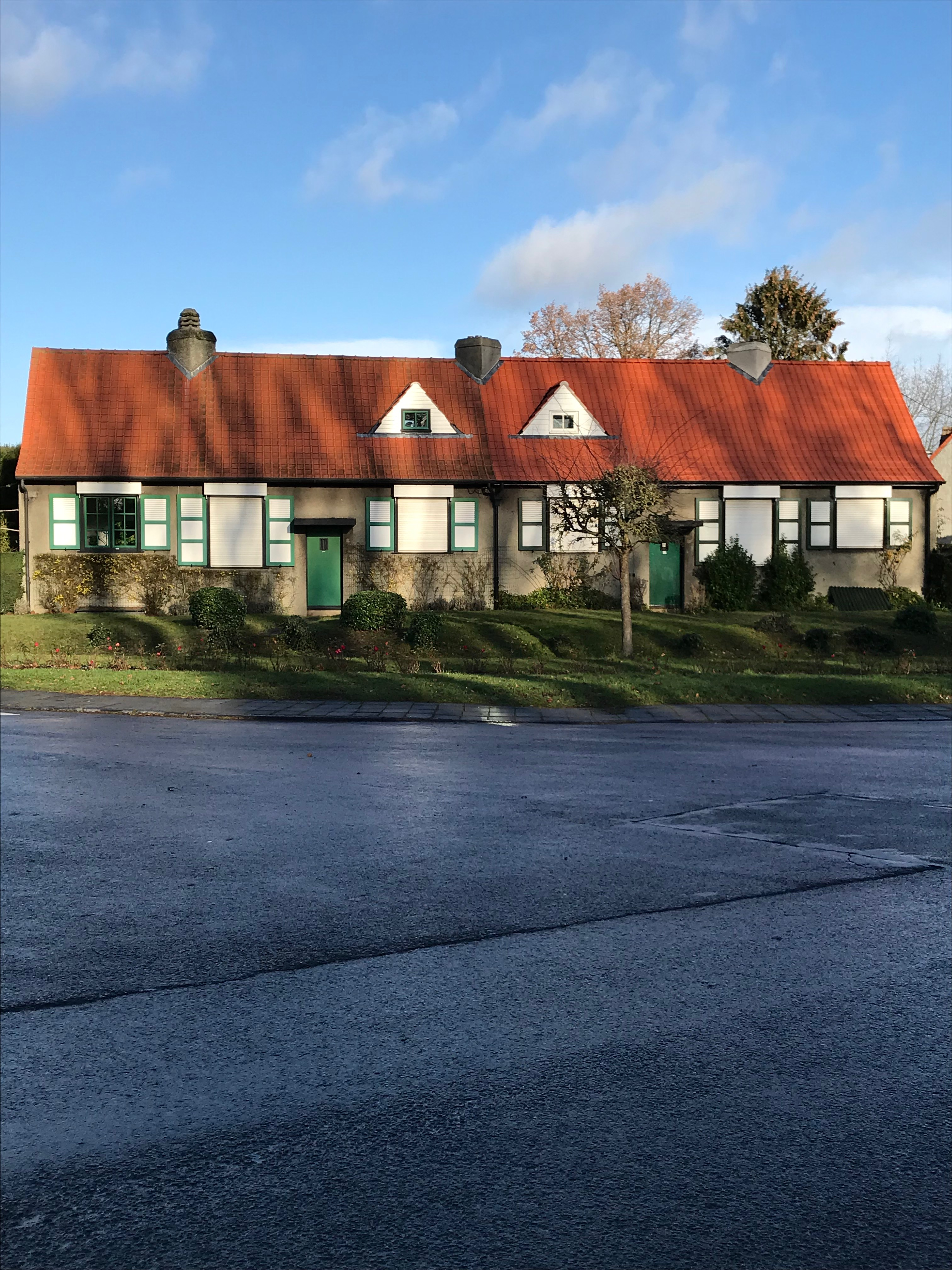
Le Logis

L’idée des cités jardins était le remède direct au problème des taudis situés en ville. Ces petites entités urbaines étaient au départ dirigées contre la ville. L’objectif poursuivi par Ebenezer Howard (fondateur des cités jardins) et ses collègues visait à maintenir les habitants dans les meilleures conditions physiques et morales. En créant de petits environnements aérés et arborés, basés sur une trame urbaine organique, ils pensaient que ceux-ci favoriseraient la création de squares, de places, de rues sans issue qui permettraient une intégration parfaite des habitants au milieu. Ces derniers quitteraient donc les taudis du centre urbain pour s’installer en périphérie.
Des employés, des instituteurs, des agents de police, etc. se sont groupés pour créer en 1921, la Société Coopératives de Locataires « Le Logis ».
Partis d’une feuille blanche, les chantiers du Logis et de Floréal avaient été confiés à de jeunes architectes : Louis Van der Swaelmen et Jean-Jules Eggericx. Ceux-ci s’inspirèrent des écoles anglaise et hollandaise pour importer et réaliser la cité-jardin belge.
Le choix du site des Trois Tilleuls s’impose naturellement à eux : proches de la Forêt de Soignes, du fleuve de la Woluwe et du Watermaelbeek, ces 80 hectares allaient constituer la plus grande cité-jardin jamais construite en Belgique durant l’entre-deux-guerres. Ils étudièrent la typologie du terrain mis à leur disposition pour tenir compte de tous les paramètres techniques, économiques et environnementaux et commencèrent à établir les futurs plans de la cité-jardin.
La cité construite pour la Société « Le Logis » porte le nom des « Trois Tilleuls » qui se dressent au centre du rond- point du même nom, lui-même noyau de l’ensemble. De ce centre, rayonnent six avenues qui définissent les cinq quartiers de la cité : Le Triangle à l’ouest, l’Entonnoir au sud, le Plateau au nord, avec le Carré dans son prolongement et enfin le Trapèze à l’est.
Plusieurs venelles constituent un bon exemple des voies que l’habitant utilise pour se déplacer. Elles offrent un avantage pour le bon fonctionnement et la convivialité de la cité. Ces venelles créent des lieux de rencontre plus intime à l’intérieur des îlots, ce qui améliore le sentiment d’appartenance à l’îlot et participe ainsi à l’instauration des relations privilégiées entre les personnes qui le partagent. Ces rencontres permettent d’élargir les connaissances et les échanges entre les habitants de l’îlot,.

## Floréal
- À partir de 1922[14]
- 1170 Watermael-Boitsfort
- Public et privé
- Logement

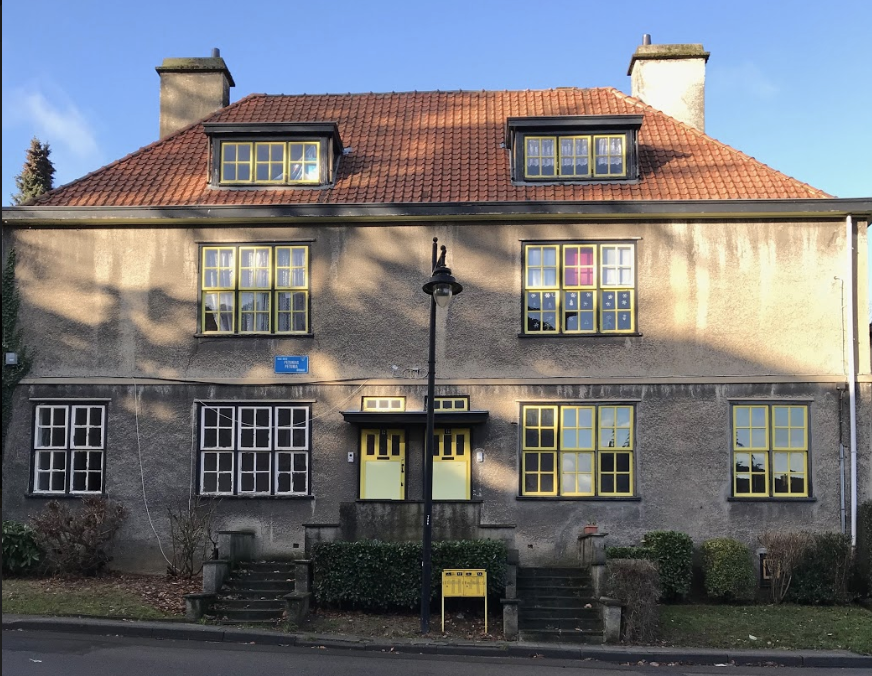
Le Floréal

Ce sont des typographes qui, à l’initiative de Jean-François Husdens, font agréer La Société Coopérative de Locataires « Floréal » par la Société Nationale des Habitations et Logements à Bon Marché, le 9 février 1922.
Le territoire de la Cité jardin du Floréal occupe deux plateaux séparés par un vallon, elle forme un tout jouxtant le Trapèze le long de l’avenue des Archiducs.
Van der Swaelmen, l’architecte, développe une rue principale (avenue des Archiducs), et de cette avenue pénètrent cinq rues qui divisent Floréal en quatre quartiers. Le profil de ces rues contribue à une composition générale, variée en fonction du relief et suivant des nécessités fonctionnelles et esthétiques.
La fluidité des zones de recul traitées en pelouses sans séparation, souligne l’aspect général de parc souhaité par l’urbaniste Jean-Jules Eggericx. Le tout est unifié par un parti architectural pittoresque très homogène, ou domine l’influence anglaise. Il développe une image assez pittoresque pour ses habitations, mais avec une vision rigoureuse et simple.
Le mobilier urbain et les équipements complémentaires présents dans la cité tels que les garde-corps, les murets, les escaliers, les soutènements du talus, etc. s’incorporent d’une manière homogène au paysage, en prolongement de l’espace architectural.
Du point de vue de la hiérarchie des voies qui cherchait à éviter la circulation continuelle, la cité-jardin est conçue comme une composition de petites unités, dépendantes l’une de l’autre, érigées autour d’un élément commun. Ainsi, se développa un aménagement de cité-jardin spécifique, dans lequel l’interprétation du public et du privé, qui était réalisée dans les petits squares bordés de maisons, les élargissements de ruelles locales, les solutions de cul-de-sac et les jardins intérieurs communs, fut le modèle de l’interaction entre individu et collectivité. Le génie des auteurs a voulu qu’ils aient l’intime conscience de l’importance primordiale des plantations et le savoir nécessaire.
Les équipements de la cité sont construits à des endroits particuliers en hauteur et à l’entrée du quartier, ils sont prévus dès le départ et rassemblés à des points centraux. On trouve par exemple « le Fer à Cheval » composé de plusieurs commerces (coiffeur, ONE, alimentation...) et qui représentent une importance majeure pour la communauté,.

## Château Sainte Anne
- 1902[15]

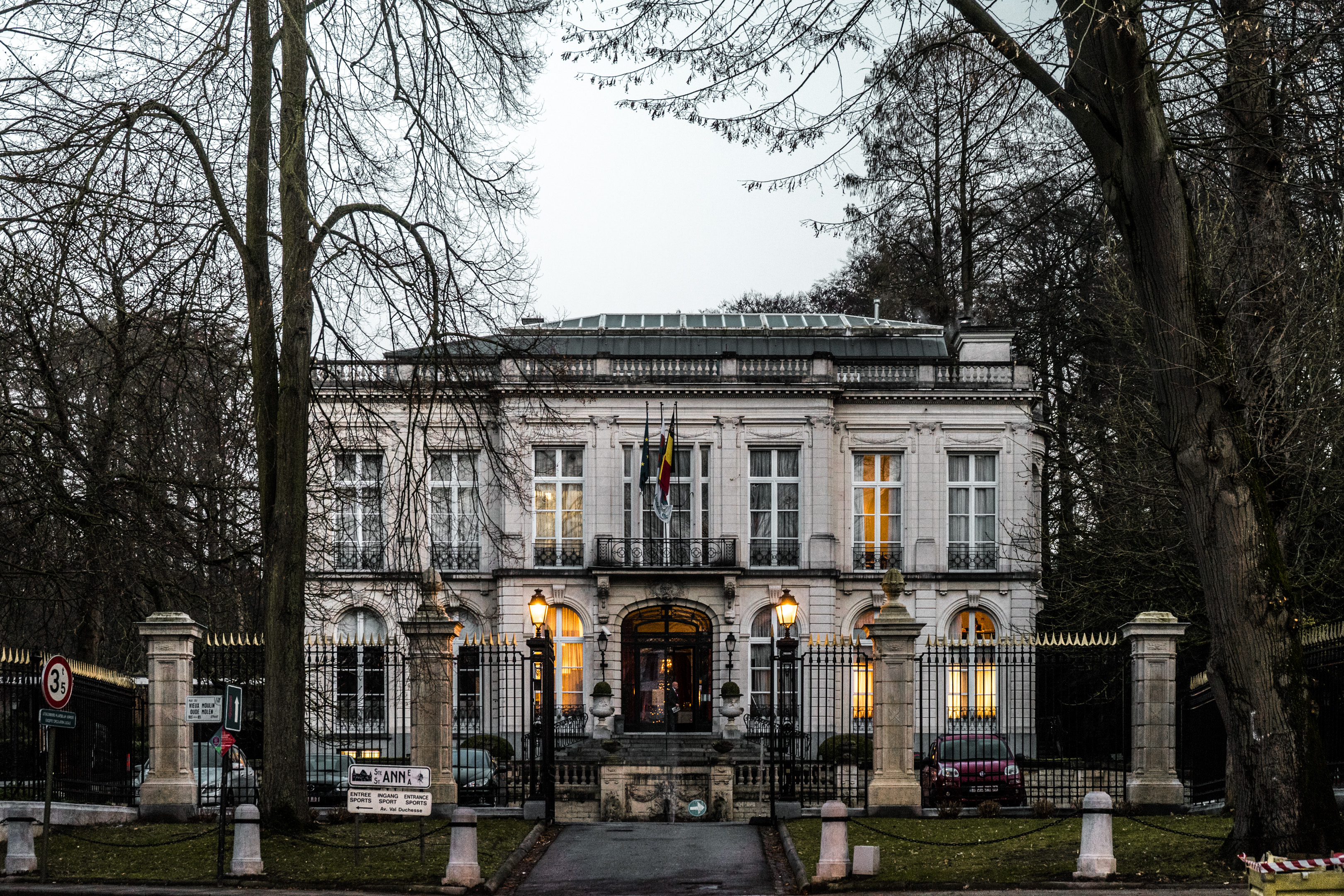
Château Sainte Anne

- Rue du Vieux Moulin 103, 1160 Auderghem
- Privé
- Club privé

Le château fut construit en 1902 sous la direction de son propriétaire Charles Waucquez. Lorsqu’il acquit la propriété à cette même date, il fit démolir le château existant pour construire le château Sainte-Anne en style classique, par l’architecte Louis Sauvage. Avant cela, l’ancien château appartenait à Henri de Brouckère.
À la mort de Charles Waucquez, le domaine fut prêté à Jacques Pastur son neveu puis finalement cédé à l’état pour payer les droits de succession de la famille.
Il fut ensuite loué puis mis en société et tenu par ses membres jusqu’en 1959, où après la signature du traité de Rome, est fondée la Maison européenne de Val duchesse qui prend ses quartiers dans le château Sainte-Anne. A l’initiative de membres de la communauté européenne, ce club est érigé dans le but de promouvoir les échanges culturels et sociaux entre états membres de la communauté européenne.
Depuis le château accueille l’OTAN et des représentants d’organismes étrangers, et il est devenu un lieu international. Il est placé sous le patronat du roi Philippe.
Actuellement le château reçoit des évènements tels que des pièces de théâtre, des spectacles, des conférences, des concerts ainsi que des déjeuners/brunch/dîners dans le restaurant.

## Château de Val Duchesse
- 1275[17]
- 1160 Auderghem
- Privé
- Lieu de prestige

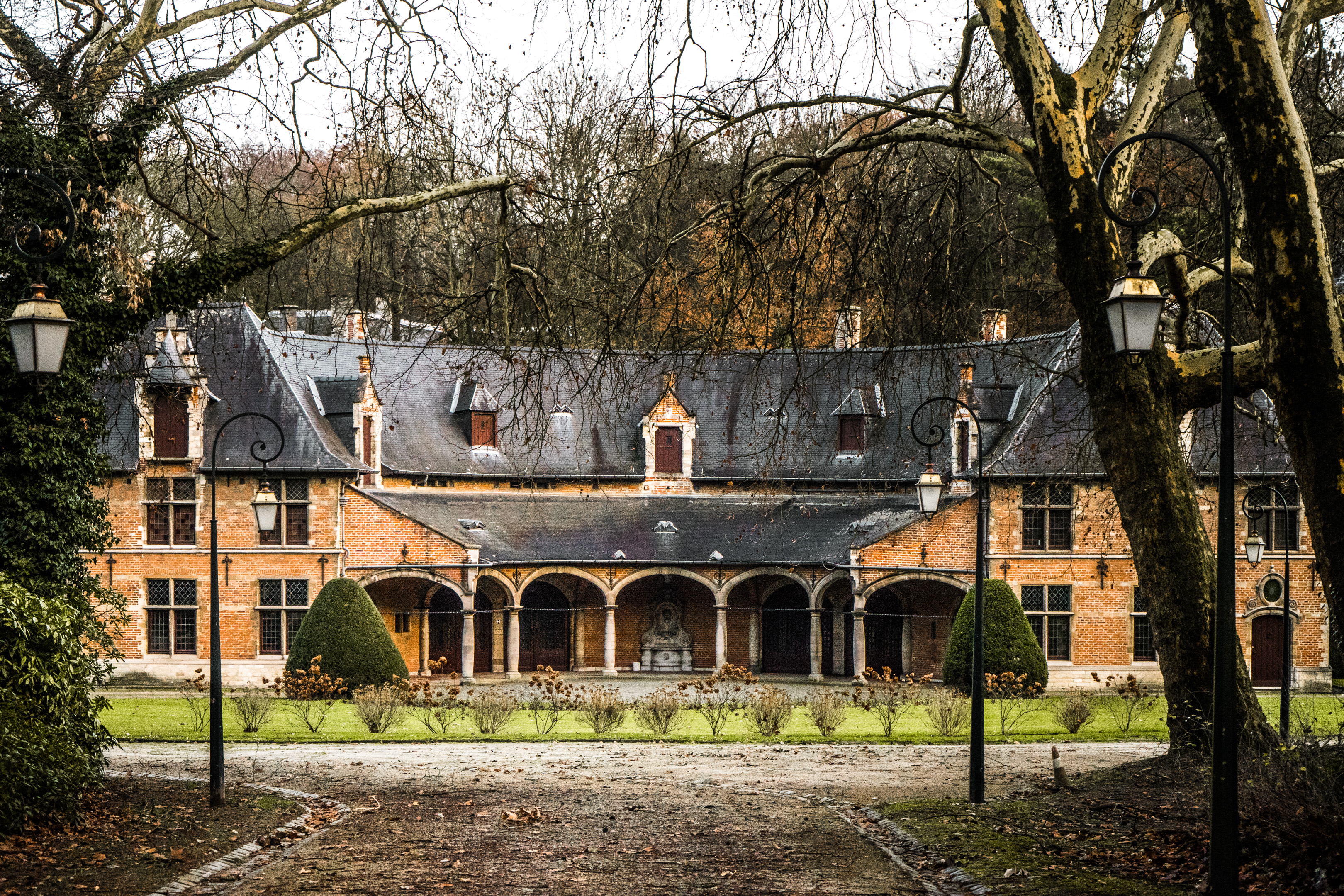
Château de Val Duchesse

Le site de Val Duchesse est situé dans la commune d’Auderghem en bordure de la forêt de Soignes. Le prieuré est construit en 1275 dans le but d’accueillir les dominicaines.
Après une longue période de prospérité le couvent subit de nombreux pillages et est incendié. Il fut complètement détruit après la révolution française de 1789.
En 1903, Charles Dietrich, vice consul de Norvège, acquiert le domaine et le restaure avec l’aide de l’architecte De Vigne, il fait agrandir le château.
Pour le terrain de 25 hectares, il fait appel à Louis Breydel architecte paysagiste.
En 1930 Charles Dietrich fait une donation royale du domaine.
La donation royale apparaît en 1910 avec le roi Leopold II, à la fin de sa vie il décida de donner des propriétés et des châteaux. Il posa trois conditions : les donations ne pourraient jamais être vendues, certaines devraient garder leurs fonctions, leur aspect d’origine et être a disposition des successeurs du trône. Elle existe encore et est devenue une institution publique autonome.
Après la Seconde Guerre mondiale le château devint le siège de réunions internationales. Depuis le domaine est utilisé pour des événements, et des réunions nationales ou internationales.

## Hof-ter-Musschen
- XVe siècle[19]

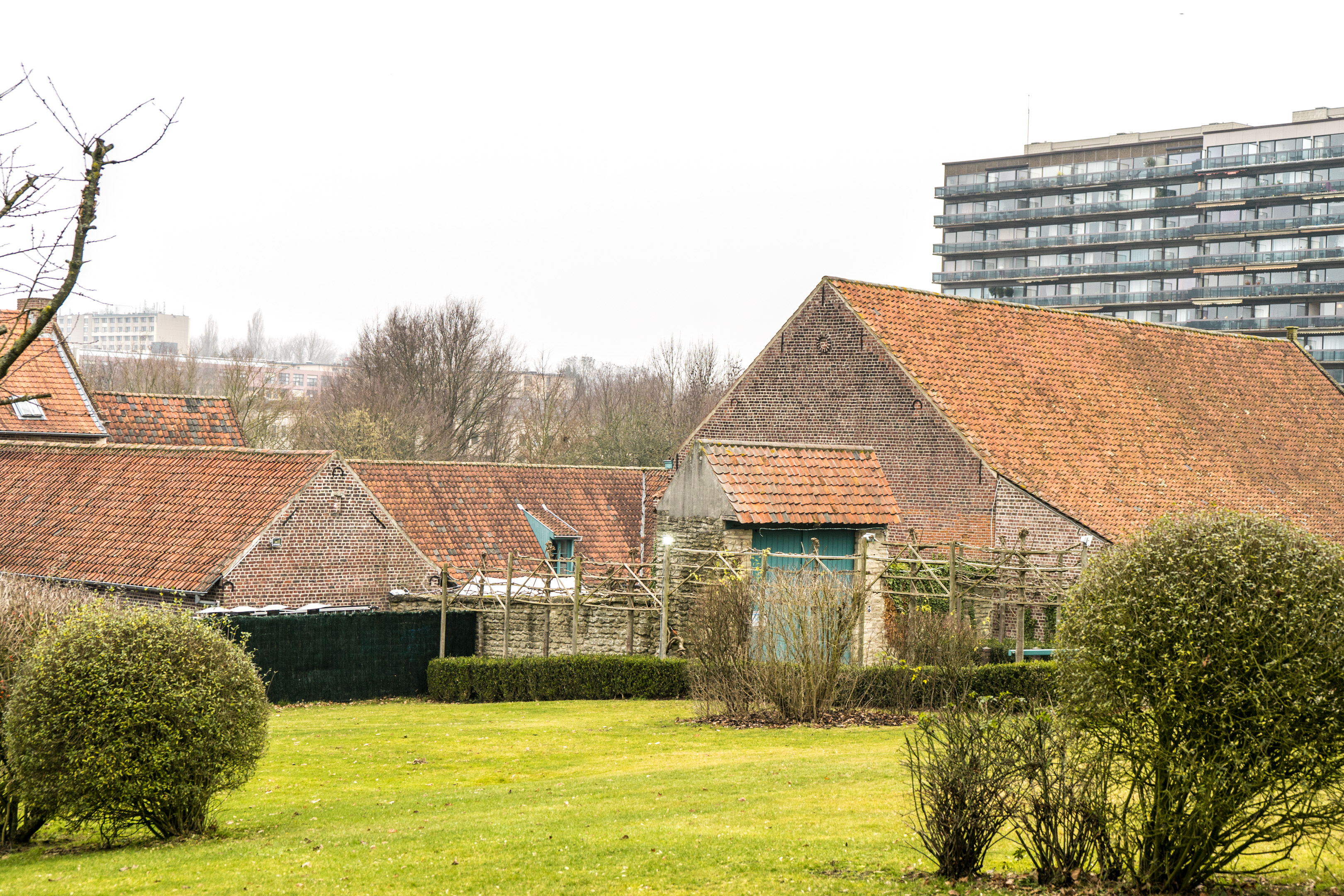
Hof-ter-Musschen

- Avenue E.Mounier 2, 1200 Woluwe-Saint-Lambert
- Privé
- Accueil d’évènements publics et privés

Cette ferme située dans la commune de Woluwe-Saint-Lambert fut construite au XVe siècle.
Après avoir appartenu au Prince de Ligne sous le régime français, elle est vendue au comte d’Oultremont en 1856 et restera en sa possession jusqu’en 1869.
Elle est ensuite rachetée par la famille Dupré Evenepoel qui la gardera jusqu’en 1963.
Elle devient ensuite la propriété de la commune de Woluwe-Saint-Lambert, elle devient classée en 1988 mais son état de vétusté demande de lourdes et coûteuses rénovations.
Elle sera alors laissée à l’abandon jusqu’en 1990 où la compagnie aérienne SABENA signe un bail emphytéotique de 40 ans sous condition de la restaurer. De 1993 à 1994 le bâtiment sera rénové pour devenir le siège social de la SABENA ; cependant la compagnie fait faillite en 2001. Pendant 5 années la ferme sera de nouveau inoccupée.
En 2006 la société Hof ter Musschen SA rachète le bail de la SABENA, depuis le site accueille de nombreux événements tels que des conférences, des séminaires, des réunions ainsi que des présentations de produit. Le lieu peut être loué et des fêtes privées peuvent aussi y être organisées (mariages etc).